# Javier Menéndez Fernández
Javier Menéndez Fernández (La Habana, Cuba, 18 de junio de 1981) es un deportista español que compitió en esgrima, especialista en la modalidad de florete.
Ganó una medalla de bronce en el Campeonato Mundial de Esgrima de 2002, en la prueba por equipos (junto con Javier García Delgado, Luis Caplliure Moreno y José Francisco Guerra) y una medalla de bronce en el Campeonato Europeo de Esgrima de 1999, en la prueba individual.
Participó en los Juegos Olímpicos de Pekín 2008, ocupando el 18.º lugar en la prueba individual.

## Palmarés internacional
| Campeonato Mundial | Campeonato Mundial | Campeonato Mundial | Campeonato Mundial  |
| Año                | Lugar              | Medalla            | Prueba              |
| ------------------ | ------------------ | ------------------ | ------------------- |
| 2002               | Lisboa (Portugal)  | Medalla de bronce  | Florete por equipos |
| Campeonato Europeo |                    |                    |                     |
| Año                | Lugar              | Medalla            | Prueba              |
| 1999               | Bolzano (Italia)   | Medalla de bronce  | Florete individual  |